# Miloslava Lauerová
Miloslava Lauerová (* 11. Juni 1978 in Karlsbad) ist eine ehemalige tschechische Volleyballspielerin und jetzige -trainerin.

## Karriere
Lauerová begann ihre Karriere beim Verein Lokomotiva Teplice in Teplice. Später spielte sie für VK TU Liberec, bevor sie zum Schweizer Verein Volleyball Franches-Montagnes wechselte. 2003 wurde die Libera vom deutschen Bundesligisten VfB 91 Suhl verpflichtet. In der Bundesliga wurde sie mit den Thüringerinnen nach zwei sechsten Plätzen und einem fünften Rang in der Saison 2006/07 Dritte. Im DVV-Pokal steigerte sich die Mannschaft ebenfalls und kam 2006 und 2007 zweimals ins Halbfinale. In der 2007/08 gelang Lauerová mit Suhl der größte Erfolg, als das Team gegen NA Hamburg den Pokal gewann. Die Liga-Saison beendete Suhl auf dem vierten Platz. Ein Jahr später lief es mit dem Achtelfinal-Aus im Pokal und einem siebten Rang in der Bundesliga schlechter. Lauerová wechselte anschließend nach Kroatien zu Zadar Donat. 2014 kehrte sie nach Suhl zurück. In der Saison 2014/15 schied die Mannschaft im Pokal-Achtelfinale und als Tabellenzehnter in den Pre-Playoffs der Bundesliga aus. Im nächsten Jahr kam Suhl im DVV-Pokal eine Runde weiter, verpasste in der Bundesliga sportlich den Klassenerhalt. 2016/17 kam es erneut zum frühen Aus im Pokal und in der Liga. Nach der Saison 2017/18 beendete sie ihre Karriere und übernahm beim VfB Suhl, den Co-Trainer-Posten.